# Megalithanlagen von Knockshanbrittas
Bei den Megalithanlagen von Knockshanbrittas handelt es sich um zwei Wedge Tombs sowie eine weitere Anlage, deren Klassifizierung unklar ist. Sie liegen im Townland Knockshanbrittas (irisch Cnoc Seanbhriotáis – deutsch Hügel des alten Briotás)  bei Cappamore, südlich des River Bilboa und der Regionalstraße R503 von Rear Cross nach Inch im County Tipperary nahe der Grenze zum County Limerick in Irland.
Wedge Tombs (deutsch Keilgräber, früher auch wedge-shaped gallery grave genannt) sind doppelwandige, ganglose, mehrheitlich ungegliederte Megalithanlagen der späten Jungsteinzeit und der frühen Bronzezeit. Es gibt in Irland nahezu 600 Anlagen dieser Art, die überwiegend im Westen des Landes liegen.

## Wedge Tomb (TS039-020----)

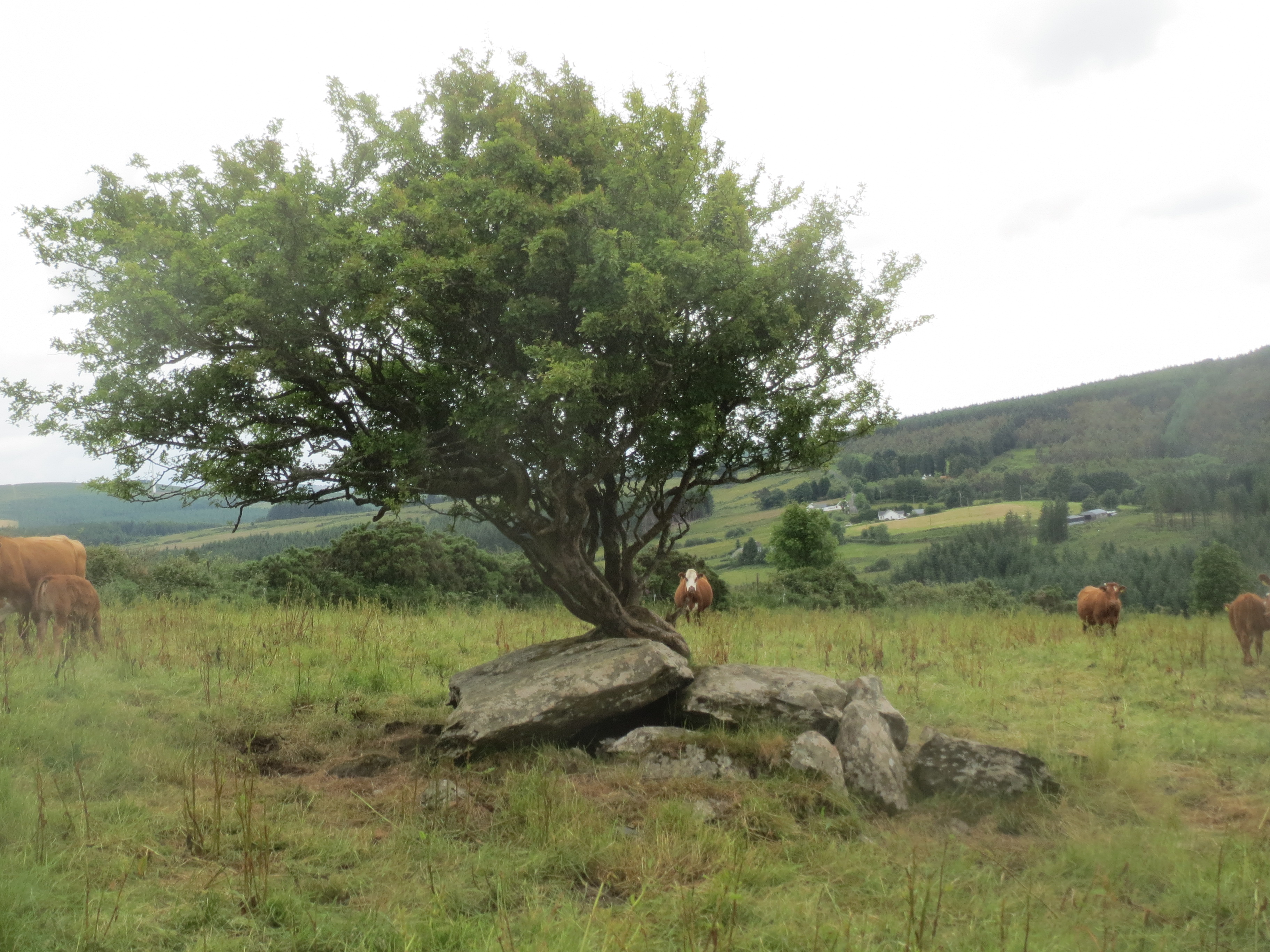
Knockshanbrittas Wedge Tomb

Auf einer Anhöhe liegt das sehr flache Wedge Tomb (Lage). Es folgt der klassischen Ausrichtung von Wedge Tombs von Südwest nach Nordost. Während der hintere Deckstein durch einen Baum, der aus der Kammer wuchs, verlagert wurde, blieb der vordere Deckstein in situ auf den seitlichen Tragsteinen. Die gesamte Anlage ist etwa 4,0 m lang. Sie ist am Zugang etwa 1,2 m breit und verjüngt sich zum Ende hin auf 0,8 m. Bei einer Höhe von nur 0,4 m hat die Kammer eine Länge von etwa 2,0 m. Es scheint, ähnlich wie bei Court Tombs einen Vorhof gegeben zu haben, aber es könnte sich auch um eine Vorkammer handeln.

## Wedge Tomb (TS039-021----)

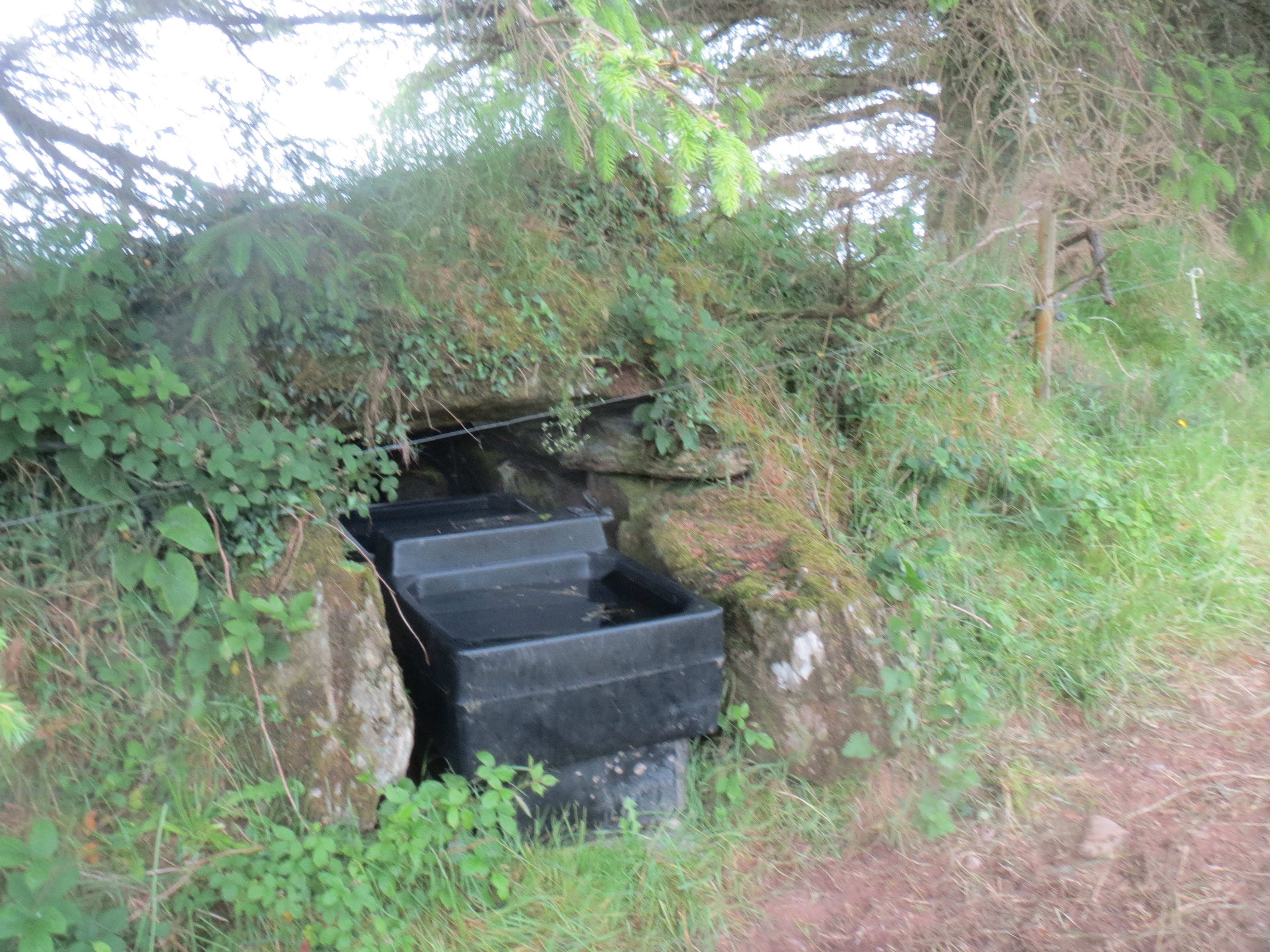
Tomb in der Feldgrenze mit Wassertränke

Dieses in eine Feldgrenze integrierte Wedge Tomb  (Lage) ist etwa 200 m vom anderen entfernt. Eine Viehtränke ist in die Öffnung eingebaut (Stand 2022). Der riesige Deckstein wird von großen seitlichen Tragsteinen gestützt. Die Kammer ist über 3,0 m lang und am Zugang 1,3 m breit. Sie verjüngt sich auf 0,7 m an der Rückseite und ist 0,8 m hoch.

## Die 3. Anlage
Die auf den OS-Karten als “Giant’s Grave” gekennzeichnete Anlage (Lage) ist nach Ansicht des Autors von megalithicmonumentsofireland.com eine intakte Megalithanlage. Da sie, wie die etwa 500 m nördlich gelegenen Anlagen Knockshanbrittas I und II, eine Orientierung von Südwesten nach Nordosten hat und auch sonst die üblichen Merkmale aufweist, solle es sich um ein Wedge Tomb handeln. Es ist etwa 3,8 m lang, im Südwesten 1,8 m und im Nordosten einen Meter breit bei einer Höhe von 0,8 m. Drei angeblich in situ befindliche große Orthostaten formen jede Seite und einer die Rückseite. Die Frontseite ist durch eine Feldgrenze unzugänglich.